# サンライズ・ムーン 〜宇宙に行こう〜
「サンライズ・ムーン ～宇宙に行こう～」（サンライズムーンうちゅうにいこう）は、2023年6月7日にエイベックス・エンタテインメント（SONIC GROOVEレーベル）から発売された日本の男性ダンス&ボーカルグループDA PUMPの36枚目のシングルである。表題曲は、ラジオ番組『木梨の会。』がきっかけで生まれた楽曲であり、木梨憲武がエグゼクティブ・プロデューサーを、所ジョージが作詞・作曲を務めた。

## 概要
「サンライズ・ムーン」は、2022年12月、木梨憲武によるラジオ番組『木梨の会。』で行われたゴルフコンペ参加を賭けたリスナーオーディションの一般公募に、KIMIが応募・出演したことが発端となり、生まれた楽曲である。番組内にて木梨が所ジョージに「DA PUMPの曲を作ってよ」と語ったことが直接のきっかけとなり、所属事務所やKIMI以外のメンバーの了承を得る前から、所と木梨によって楽曲の制作が進められた。翌年1月14日、『木梨の会。』にライジングプロダクションの副社長とKIMIが出演し、正式に楽曲の制作とリリースが決定した。
「サンライズムーン」は「宇宙を楽しく！」というテーマで制作された。曲名は作詞作曲を務めた所ジョージによって命名され、その時のことを所は以下のようにコメントしている。
本格的な楽曲制作は2023年の正月から始められ、宅見将典による編曲が行われたのち、2月からはISSAがレコーディングに参加。その後何度かアレンジが加えられ、楽曲が完成した。レコーディングには、『木梨の会。』にゲスト出演していた青山学院大学陸上競技部の生徒らが、飛び入りでコーラスとして参加した。
ミュージックビデオは所の所有するガレージ「世田谷ベース」にて撮影され、所と木梨も出演した。振り付けはTOMOとKENZOが考案した。サビでは「スペースダンス」、間奏では「エビちゃん」、アウトロでは「ちょっとそこまで」と名付けられた振り付けが取り入れられ、全体を通して曲を聴いた人が真似しやすい振り付けとなっている。

## プロモーション
「サンライズムーン」の音源は2023年4月23日放送の『木梨の会』にて初披露され、5月22日からは各種音楽配信サイトにて先行配信が行われた。先行配信の際には、抽選80名に「ソロビジュアルポストカード」が送付されるキャンペーンが行われた。本楽曲は『王様のブランチ』の5月・6月エンディングテーマに起用された。
カップリング曲「LAZER BEAT」はYORIがパーソナリティーを務めるラジオ番組『「メゾン・ド・ミュージック」～DA PUMP YORIの晴ればれラジオ』の5月24日放送回にて初披露された。
2023年6月10日から7月2日にかけて本作のリリース記念イベントが開催され、ミニライブとハイタッチ会が行われた。開催日時・場所は以下の通り。
- 6月10日、イオンレイクタウン
- 6月11日、ラゾーナ川崎プラザ
- 6月18日、あべのキューズモール
- 6月24日、イオンモール春日部
- 7月2日、プライムツリー赤池

## 批評
フリーライターの東條祥恵は本作について、合成感の強いジャケット写真や、真似したくなるような振り付けなど、「ダサかっこいい路線」の『U.S.A.』を彷彿とさせる作品だとし、「きっと遊び心とバズり、その両方を狙ってフィーチャーした経緯があるのではないだろうか」と語っている。
フリーライターの後藤千尋はリアルサウンドに掲載した本作のPR記事にて、「肩の力を抜いて楽しめるナンバーだ。また、制作陣の“人となり”があってこその一曲が非常に痛快で、エンターテイナーとしての心意気が感じられる作品に仕上がっている。」と評している。

## 収録曲
本作は以下の5形態が発売された。
| 形態   | 媒体            | 品番         |
| ------ | --------------- | ------------ |
| Type A | CD+ブックレット | AVCD-98145   |
| Type B | CD+DVD          | AVCD-98146/B |
| Type C | CD+Blu-ray      | AVCD-98147/B |
| Type D | CD              | AVCD-98148   |

収録内容は形態によって一部異なる。
| #         | タイトル                                             | 作詞       | 作曲                        | 編曲             | 時間  |
| --------- | ---------------------------------------------------- | ---------- | --------------------------- | ---------------- | ----- |
| 1.        | 「サンライズムーン ～宇宙に行こう～」                | 所ジョージ | 所ジョージ                  | 大平勉、宅見将典 | 03:29 |
| 2.        | 「LAZER BEAT」                                       | 西田恵美   | Fishtail、Pontus Söderqvist | KAZ              | 03:21 |
| 3.        | 「サンライズムーン ～宇宙に行こう～ (Instrumental)」 |            | 所ジョージ                  | 大平勉、宅見将典 | 03:29 |
| 4.        | 「LAZER BEAT (Instrumental)」                        |            | Fishtail、Pontus Söderqvist | KAZ              | 03:19 |
| 合計時間: | 合計時間:                                            | 合計時間:  | 合計時間:                   | 合計時間:        | 13:38 |

| #         | タイトル                                                                                  | 作詞       | 作曲                        | 編曲             | 時間  |
| --------- | ----------------------------------------------------------------------------------------- | ---------- | --------------------------- | ---------------- | ----- |
| 1.        | 「サンライズムーン ～宇宙に行こう～」                                                     | 所ジョージ | 所ジョージ                  | 大平勉、宅見将典 | 03:29 |
| 2.        | 「LAZER BEAT」                                                                            | 西田恵美   | Fishtail、Pontus Söderqvist | KAZ              | 03:21 |
| 3.        | 「サンライズムーン ～宇宙に行こう～ Party remix ver. by Takumi Masanori」                 | 所ジョージ | 所ジョージ                  | 宅見将典         | 03:30 |
| 4.        | 「サンライズムーン ～宇宙に行こう～ (Instrumental)」                                      |            | 所ジョージ                  | 大平勉、宅見将典 | 03:29 |
| 5.        | 「LAZER BEAT (Instrumental)」                                                             |            | Fishtail、Pontus Söderqvist | KAZ              | 03:19 |
| 6.        | 「サンライズムーン ～宇宙に行こう～ Party remix ver. by Takumi Masanorii (Instrumental)」 |            | 所ジョージ                  | 宅見将典         | 03:29 |
| 合計時間: | 合計時間:                                                                                 | 合計時間:  | 合計時間:                   | 合計時間:        | 20:37 |

| #         | タイトル                                                          | 作詞  | 作曲・編曲 | 時間  |
| --------- | ----------------------------------------------------------------- | ----- | ---------- | ----- |
| 1.        | 「サンライズ・ムーン ～宇宙に行こう～ (Music Video)」             |       |            | 03:30 |
| 2.        | 「サンライズ・ムーン～宇宙に行こう～ (Dance Edit version Video)」 |       |            | 03:30 |
| 3.        | 「サンライズ・ムーン～宇宙に行こう～ (Behind The Scene)」         |       |            | 10:23 |
| 合計時間: | 合計時間:                                                         | 17:23 |            |       |